# 中村紀洋
中村 紀洋（なかむら のりひろ、1973年7月24日 - ）は、大阪府大阪市東淀川区（現：淀川区）出身の元プロ野球選手（内野手）。愛称は「ノリ」。
現役時代は大阪近鉄バファローズなどでプレーし、中日ドラゴンズ時代の2007年には中日の53年ぶりとなる日本一に貢献、日本シリーズでは日本シリーズMVPに選出されている。2014年に横浜DeNAベイスターズを戦力外になり事実上現役を引退した（後述）。その後は浜松開誠館高等学校非常勤コーチを経て2022年から中日でコーチを務めた。アテネオリンピック野球の銅メダリスト。日本プロ野球名球会会員。
家族は、妻の浩子（元実業団バレーボール・日立の選手）と3女。元プロ野球選手の村上隆行は義兄（妻の兄）。さらに同じく元プロ野球選手の中田廉とも遠戚関係にある（中田の母の妹が村上の妻で、村上の妹の夫が中村になる）。

## 経歴

### プロ入り前
1973年7月24日、現在の大阪市淀川区で生まれ、プロ入りまでは同区内の市営住宅で両親と暮らしていた。父親は2001年時点で27年間にわたって黒門市場の鮮魚店で働いており、高校時代に興国高校野球部で甲子園を目指したことがある。また、母親も夙川学院高校ソフトボール部で国体準優勝を経験している。紀洋は2歳の誕生日にプラスチック製のバットやボール、ナイロン製のグラブを買い与えられ、それから父親とともにキャッチボールをしたり、母親が所属していたソフトボールの試合を見学しては試合後に打撃練習をさせてもらったりしていた。また幼少期には年2回、淀屋橋にある大手スポーツ用品メーカーでバーゲンセールがあり、紀洋はいつも開店の約1時間前から並んでいたという。
大阪市立野中小学校・大阪市立十三中学校出身。小学4年生のころ、大阪淀川リトルリーグの入団テストを受けて合格、入部直後から同チームの担当者に肩の強さとグラブ捌きを高く評価され、レギュラーに抜擢される。当時は身長は150 cm未満で太り気味であり、走ることは苦手だったが、長打力もあったことから、当時の監督である上西久夫は中村を「枠にはめるとダメになる」と感じ、「ホームランを打ったら歩いて帰れるやんか」とアドバイスした。中学時代は大阪淀川リトルシニアでプレーした。小学校6年生だった1985年4月17日に阪神甲子園球場で開催された阪神タイガース対読売ジャイアンツ（巨人）の試合を観に行き、バックスクリーン3連発を見た。
高校進学にあたって、「大阪の私立校は強すぎる。この状況を変えたいんや。みんなで公立から甲子園目指せへんか」とリトルやシニアの仲間を誘い、大阪府立渋谷高等学校へ進学した。一方で『読売新聞』では、中村は当初強豪私学への進学を望んでいたが、強力なライバルたちとの競争に敗れて埋もれてしまうことや、強豪校では先輩たちからの風当たりが強いことを心配した両親はそれに反対し、無名な公立高校ならばすぐにレギュラーを取れること、また無名高校であってもプロ球団のスカウトは視察しに来ることなどを挙げ、公立高校に進学することを提案、最終的に渋谷高校に進学することが決まったと報じられている。1989年4月に野球部に入部した当初、監督だった長谷至康に「プロになりたいです」と語っていたが、当時は身長170 cm、体重90 kgという体格だったことから減量を命じられ、3か月で20 kg減量し、夏には4番打者に抜擢される。このころには過酷な練習や1年生に課された雑用へのストレスから、帰宅後に素振りをするよう提案した母親に反抗的な態度をとることもあったが、夏の大阪府大会で敗れた同年7月中旬ごろには帰宅後の素振りを始める。1990年の全国高等学校野球選手権大阪大会で2年生ながら4番打者として4本塁打を記録、守備でも三塁手兼投手としてチームを甲子園初出場に導く。府大会決勝では前年のセンバツ準優勝投手である宮田正直を擁する上宮高校相手に打者としては2打席連続の2点本塁打を放ち、投手としては4回からリリーフ登板し、6回5安打2失点に抑えて6-4での勝利に貢献した。大阪の公立高校としては1982年の第64回大会・春日丘高校以来8年ぶりの出場となった。甲子園では初戦（2回戦）で宇部商に敗れたが、プロ球団からの評価は高かった。高校通算25本塁打。高校時代の同級生に大鳥れい（元宝塚歌劇団花組トップ娘役）がいる。
1991年度ドラフト会議を前に、中村はプロ入り後、投手ではなく打力を生かして内野手として勝負する意向を示していた。同会議前にNPBの全12球団が「高校NO.1スラッガー」と評されていた大阪桐蔭高校の萩原誠（阪神タイガースから1位指名）とともに、中村を「ナニワの怪物」として調査していたが、中でも近鉄バファローズと中日ドラゴンズの2球団が熱心に調査していた。ヤクルトスワローズ取締役兼スカウト部長の片岡宏雄は当時、中村のスイングの思い切りの良さとミート力の高さを評価し、将来は当時ヤクルトで活躍していた池山隆寛や広沢克己のようになれる可能性を持つ素材であると評していた。同年11月22日の会議当日、中村は近鉄から4位指名を受け、同年11月30日、契約金4000万円、年俸430万円の条件で近鉄と仮契約した。背番号は66。中日の関西地区担当スカウトを務めていた中田宗男は中村を高く評価していたが、最終的には指名には至らなかった。当時、ドラゴンズの親会社である中日新聞社の発行する『中日スポーツ』ではドラフト候補の選手たち（高校生は164人）をA・B・Cの3段階評価で評価していたが、当時投手だった中村はB評価で、大和銀行への入行が内定していた。

### 近鉄時代
1992年は11試合に出場し、シーズン2本塁打を記録（パシフィック・リーグの高卒新人で本塁打2本以上は清原和博・田中幸雄以来6年ぶり）。1993年は8試合の出場にとどまる。
1994年には故障した金村義明の代役として台頭。9月18日の日本ハム戦（藤井寺）でサイクル安打、プロ初の三塁打がこの記録に結び付いた。この年は規定打席不足だったが、101試合に出場して打率.280、8本塁打を記録した。
1995年からレギュラーに定着。この年は129試合に出場し、打率.228だったが、初の20本塁打を記録した。
1996年から左手首の故障に悩まされる（これまでにも左手首の手術を3回受けている）。前年を下回る110試合の出場だったが、26本塁打、打率.273。
1997年には背番号を石井浩郎が着けていた3へ変更。同年は128試合に出場したが不調で三振数も100を超えた。
1998年にはリーグ2位の32本塁打を放ち、自身初のシーズン30本塁打達成。
球団名が「大阪近鉄バファローズ」になった1999年は初の全試合出場を達成し、ゴールデングラブ賞を獲得。
2000年にはシーズンでは二冠王（本塁打王、打点王）を獲得するが、近鉄は2年連続のパ・リーグ最下位。シーズン終了後、推定年俸3億円（1億6000万円増）プラス出来高払い5000万円で契約を更改した。シアトル・マリナーズに移籍したイチローに代わり、パ・リーグの日本人最高年俸選手になる。
2001年の開幕前に背番号を西武ライオンズへ移籍した義兄・村上嵩幸の着けていた5へ変更。4番打者として活躍し、132打点で打点王を獲得した。3・4番合計101本塁打（タフィ・ローズ55本、中村46本）は、1985年の阪神（ランディ・バース54本、掛布雅之40本）を上回る最多記録を更新。さらに全試合出場を果たし打率は自己最高.320を記録した。9月24日の西武戦では松坂大輔からサヨナラ逆転2ランを放った。翌シーズンにフリーエージェント (FA) 権の取得が予想される中、近鉄から複数年契約（推定6年契約35億円）を提示される。しかし、12月26日に「1か月で判断するのは難しかった」と複数年契約を拒否し、推定年俸5億円＋出来高払い1億円の単年契約を結ぶ。12月には大阪教育大学附属池田小学校（同年6月に児童殺傷事件が発生）の慰問活動が評価され、第3回ゴールデンスピリット賞を受賞している。
2002年7月14日にFA権を取得。この年は3割は逃したが全試合出場を果たし、42本塁打、115打点と前年同様の打棒を発揮した。だが30本塁打以上を記録したのはこの年が最後となった。この頃「メジャー移籍はあまり頭にない」と話していたこともあったが、シーズン終了後から「中村紀洋というブランドをまず考えて、近鉄で終わっていいのか」と悩み抜き、11月5日にFA宣言。12月19日には700万ドルでの2年契約プラス3年目のオプション600万ドルでニューヨーク・メッツと契約合意したと報じられるが、12月20日にこれがメッツの公式HPに載ったことに「そんな球団は信用できない」と激怒し交渉を白紙に戻す。そのため、近鉄と再交渉を行い、監督の梨田昌孝らから慰留されたこともあり、12月21日に近鉄残留を表明した（推定6年契約30億円＋出来高払い）。なおこの時、2年後（2004年オフ）にポスティングシステムによるメジャーリーグ (MLB)移籍を容認する条件で契約を結んでいる。この件について中村は「確かにメッツと契約寸前までいっていた。しかしマスコミ関係から合意のネタが飛んできた。ルール違反する球団とは契約できない」とコメントし、代理人を務めた音楽プロデューサーの茂田雅美も当初は「守秘義務に違反したメッツの勇み足だった」とメッツの姿勢を批判したが、後にMLB機構とメッツから「中村側が違約の根拠としている公式ホームページの文書はMLB機構や球団の認可を受けたものではない上に、問題の記事はメッツと無関係の人物の情報に基づいている。今回の交渉に関し、メッツのルール破りは一切ない。また中村と彼のアドバイザーの茂田は各球団が選手との契約に先立ち契約内容をMLBに報告する必要があることを知らないと思われる。健康診断にパスした時点で拘束力のある合意が成立する」との声明が出され、茂田はこれを受けて「メッツが言うように、合意していたということに関して異論はない」と認め、中村の「メッツのルール違反」というコメントについて「あれは彼の言葉が足らなかった」と語った（音楽プロデューサーを本職とする茂田が代理人を務めたのは、中村が節税を目的に設立した会社の監査役を務めた縁から）。
2003年5月半ばに右膝を傷め6月10日に右膝半月板損傷と診断されるが、「自分が欠場するわけにはいかないから試合に出ながら治す」と言い、出場し続けた。しかし、ケガの影響で117試合の出場で打率.236、23本塁打、67打点に終わった上、1994年以来9年ぶりの100安打未満と前年を大きく下回る成績となってしまった。そして、チームもリーグ3位に終わる。アテネ五輪の予選を兼ねたアジア野球選手権への参加を辞退し、10月17日に右膝を手術。これ以降、成績に直結する故障が増える。
小惑星(29737) Norihiroは2003年5月1日付けで中村の名前にちなんで命名された。
2004年は右膝のリハビリを兼ねてロサンゼルス・ドジャースのスプリングトレーニングに招待選手として参加した。渡米前に歯並びの治療を受けていたが、キャンプで守備練習中にノックの打球を歯に受け、帰国後にオープン戦を欠場し、治療を受けた。アテネ五輪の試合後の宴会で右足裏を負傷し、9月10日まで欠場した。オリンピック招集とオリンピック終了後の負傷の影響もあり、105試合の出場で打率.274、19本塁打、66打点にとどまり、本塁打は7年ぶりに20本に届かなかった。
欠場中には団野村を代理人としてポスティングシステムによるMLB挑戦を企図し、11月3日にメジャーリーグ入りの意思を表明した。
この年限りで近鉄がオリックス・ブルーウェーブに吸収合併・消滅となり、近鉄在籍時代に記録した307本塁打は球団最多記録となった。なお、6年契約の2年目を終えた時点で球団が消滅してしまったため、残り4年の契約期間のうち2年分の年俸（10億円）に相当する保証金を近鉄に要望、うち3億円が功労金として支払われた。
また同年11月に発生した奈良小1女児殺害事件では、被害者の女子児童が近鉄ファンで、自身の娘（次女）と同い年だったことから、遺族にサイン入りの野球用具を贈り、それらは女子児童の通夜で霊前に供えられた。

### 選手分配ドラフトからポスティング申請まで
11月8日にオリックスとの球団合併による選手分配ドラフトが行われた際、近鉄とオリックス・ブルーウェーブの合併によって誕生したオリックス・バファローズは当初、NPBに提出したプロテクト（優先保有）選手名簿に中村を含めていなかった。一方で新規発足した東北楽天ゴールデンイーグルスは日本人選手の補強のために充てていた予算が22 - 25億円であり、中村が2002年オフに近鉄と締結していた4年総額20億円（のちに6年30億円と報道が上方修正されている）の契約が2年分残っていたため、仮に契約すれば2年総額10億円の大型契約となる中村の指名を断念した。
最終的に中村はオリックスに分配され、11月24日付けでオリックスへのトレードが公示された。
一方、かねてより表明していたポスティングシステムの利用については申請が翌2005年1月25日にずれ込んだものの、近鉄と業務提携していたロサンゼルス・ドジャースが落札、マイナー契約（推定1年契約50万ドル）を結んだ。オリックスからは2月24日付けで自由契約となり、オフからの約3か月間オリックスの選手として在籍した記録が残った。

### ドジャース時代

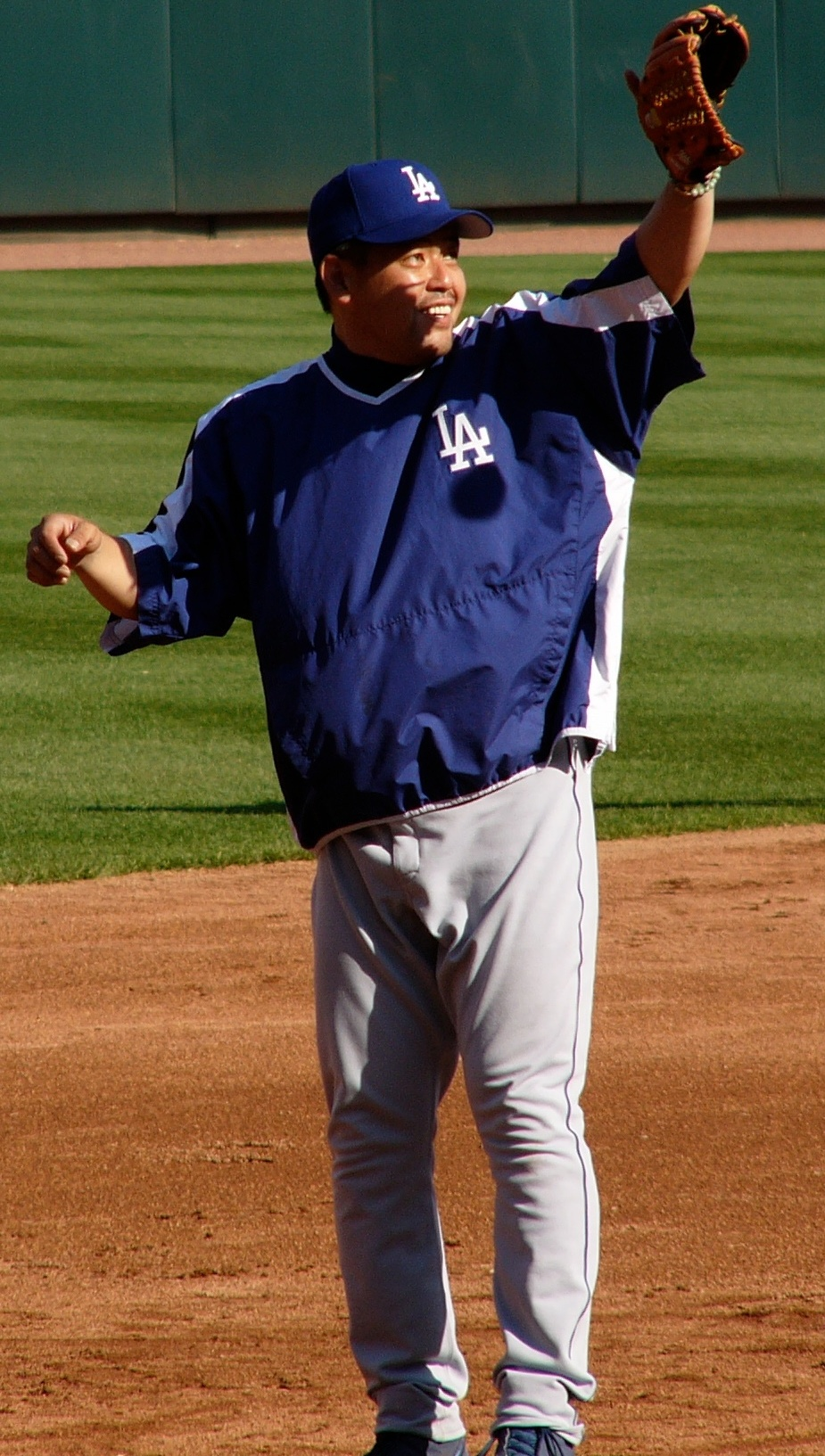
ロサンゼルス・ドジャース時代
（2005年5月6日）

2月4日（日本時間）にドジャースへの入団会見が行われ、背番号は近鉄入団当時と同じ66に決まった。この移籍を皮切りに、中村はいわゆるジャーニーマンとして複数の球団を渡り歩くことになる。
4月2日にAAA級パシフィックコーストリーグのラスベガス・フィフティワンズへ合流するように通告されたが、4月10日には故障者リスト入りしたアントニオ・ペレスに代わって、念願のメジャー昇格を果たした。しかし、5月8日の試合後、リーガ・メヒカーナ・デ・ベイスボルでプレーしていたオスカー・ロブレスが40人枠入りしたのに伴い、40人枠から外される。ウェイバー公示にかけられたが獲得を希望する球団が現れなかったためAAA級への降格を了承、再びラスベガスでプレーする。
ラスベガスでは、本塁打こそリーグ17位の22本を放つも、打率.249は規定打席を満たした選手90人のうち85位と低迷、OPS.818は打者優位の本拠地で平均OPS（投手も含む）が.798のチームにあっては平凡であった。守備ではチーム最多の20失策を記録。9月5日にAAA級のシーズンが終了。団野村との代理人契約を解除し、日本球界復帰を目指した。

### オリックス時代
2005年12月21日、分配ドラフトからドジャース入団までの間に一時在籍したオリックスへの復帰を表明。推定年俸2億円プラス出来高払い5000万円の単年契約。背番号は8。
2006年、「帰ってきたで」というキャッチコピーのポスターが製作され、ドラフトによる西武入団から20年ぶりに出身地である関西地方へ戻ってきた清原和博との共演が話題となるが、開幕前に右足に肉離れを起こし、4月28日に左手親指を捻挫。更に5月13日の対ヤクルト戦で木田優夫からの死球を左手首に受けて負傷。負傷した箇所をかばいながら出場している間に右手首も痛めるという故障続きのシーズンとなる。8月11日に左肘に死球を受け途中交代するとその後は試合出場がなく、日本球界復帰1年目は85試合出場、328打数、76安打、打率.232でシーズンを終える。二塁打22、本塁打12はチーム2位を記録した。9月には左手首を手術。契約交渉では中村が左手首の故障を「公傷」と主張したのに対し、球団側はそれを認めず、60%減の8000万円（推定）の単年契約を提示された。中村はこれを戦力外通告と判断し自由契約を申し入れるが、球団はこれを認めずに交渉は長期化した。
2007年1月12日までに6回の契約交渉が行われるが合意に達せず、球団側は契約更改を断念。中村の退団が決定する。その後、トレードを試みるも、獲得球団はなく、1月17日に正式に自由契約選手となった。

### オリックス退団後
ようやく自由契約になったものの、この時期に獲得に動く球団はなく、各球団の春季キャンプが始まった2月1日以降も「架空のキャンプイン」と称して自主トレーニングを続ける。なお、この一件がきっかけとなり、2008年9月19日に日本プロフェッショナル野球組織と日本プロ野球選手会との間で戦力外通告に関するルールが取り決められた。2月12日、中日ドラゴンズからテスト生としてのキャンプ参加を呼び掛けられ、同15日から同チームのキャンプに参加し、ここで入団テストを行った。

### 中日時代
2007年2月25日、育成選手枠での中日入団が決定（年俸400万円）。背番号は205。これは中日の育成選手が慣例として200番台を与えられることと、近鉄時代に背番号5を着用していた中村に落合博満監督が配慮したものである。

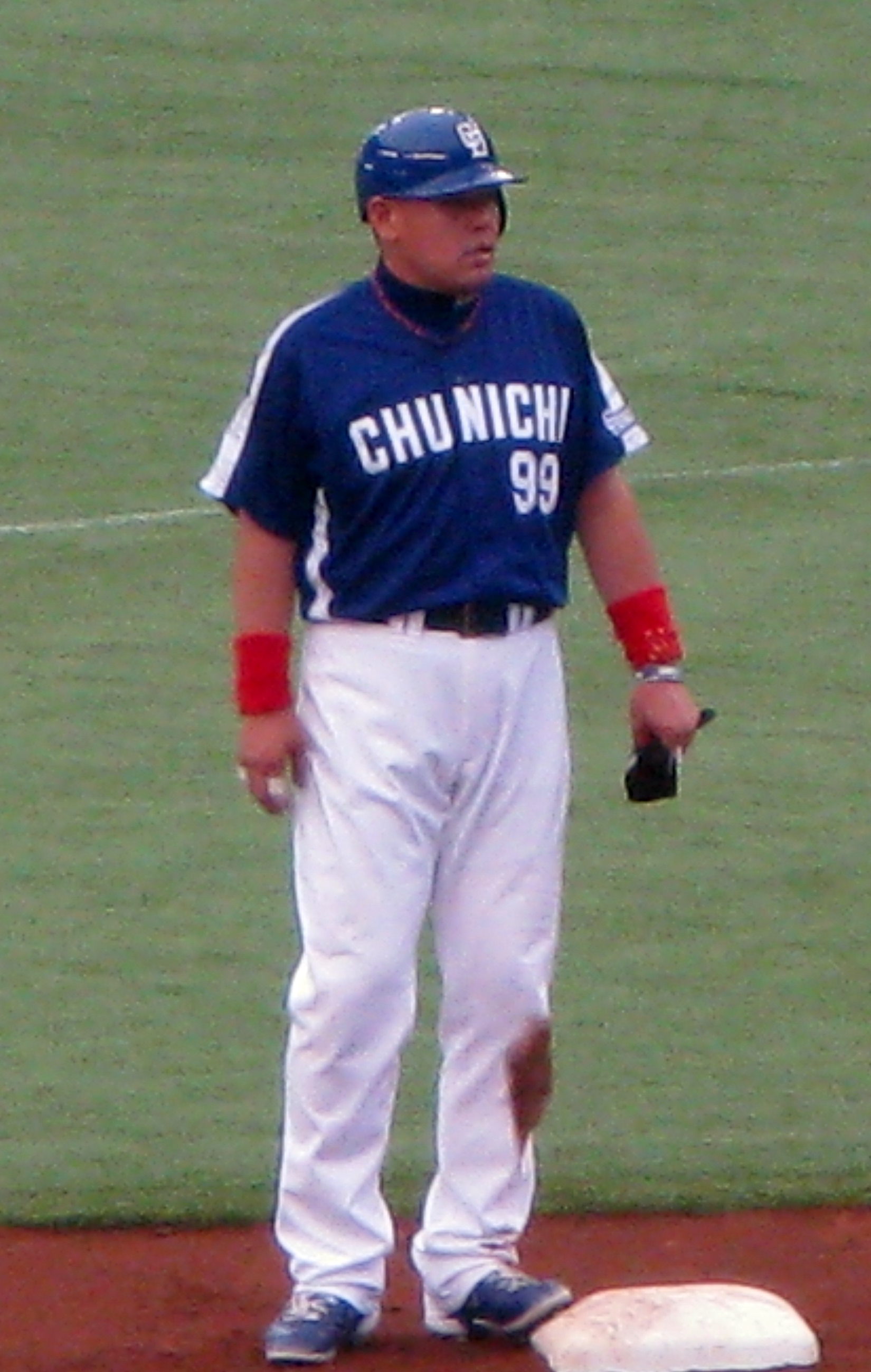
中日ドラゴンズ時代
（2008年6月1日）

育成枠で中日入団を果たすとオープン戦で結果を残し、リーグ戦開幕直前の3月22日、年俸600万円で支配下選手契約を結び、背番号も99に変更された。開幕戦から公式戦に出場し、序盤は主に「6番・三塁手」として出場していたが、6月5日のオリックス戦（京セラドーム大阪）で右太ももを痛めたため翌日登録抹消された。6月30日のヤクルト戦（秋田）から一軍に復帰。7月5日の広島戦（ナゴヤドーム）で史上29人目の1000打点を達成した。
シーズン後半は故障で離脱した福留孝介の代役として3番を任されたほか、9月8日のヤクルト戦（ナゴヤドーム）では1年ぶりに4番で出場し、8回に逆転打を放ちチームを勝利に導いた。9月21日の広島戦（ナゴヤドーム）では3年ぶりにサヨナラ本塁打を放った。9月10日には北京オリンピックアジア予選決勝リーグ日本代表候補に選出された。同年は130試合に出場し、広角に打ち分けるバッティングで3年ぶりに規定打席に到達、打率.293（チーム3位）、4年ぶりの20本塁打（同2位）、79打点（同3位）を記録した。
クライマックスシリーズと日本シリーズでは主に5番を任された。日本シリーズでは持病の腰痛が悪化していたため鎮痛剤を射ちながら強行出場し、打率.444（18打数8安打）、4打点と活躍。11月1日の第5戦にて日本一を決め、日本シリーズMVPを獲得した。日本一決定後のヒーローインタビューでは男泣きを見せた。アジアシリーズでは帰国したタイロン・ウッズの代役として4番に起用され、日本勢として3年連続の優勝に貢献した。11月29日に行われた中日との契約更新では、3月の新規契約時より733%アップとなる年俸5000万円の提示を受けこれを一発で了承し、契約更新となった。記者会見では「契約してくれるだけでもありがたい。額を見ずに判を押すつもりだった」と述べた。
2008年6月15日、父の日に日本メンズファッション協会・日本ファーザーズ・デイ委員会が主催する「2008年度ベスト・ファーザー イエローリボン賞」を、同年から12球団から1人ずつ選定することを受けて、中日から選出された。京セラドーム大阪でのオリックス対中日戦の試合前に行われた授賞式では、「芸能人がもらう賞だと思っていた。縁がないと思っていたので嬉しい」と大いに照れながら、近鉄・オリックス時代の元同僚・北川博敏と共に表彰された。試合直前には娘3人と記念撮影。4月14日に自身2回目のFA権を取得するが、当初FA宣言には否定的な姿勢で「そんなことより翌年契約してくれるだろうか、そのことが心配です」と語っていた。FA権を再取得したことも記者に尋ねられるまではその時期にきたことを知らなかったと言っていた。5月7日から自身が出演する浜乙女のラジオCM（東海ラジオ ガッツナイターのみ）が放送開始。
同年は6月7日の日本ハム戦（ナゴヤドーム）で350号本塁打を放った。6月17日の西武戦（石川県立野球場）で7回裏に大沼幸二から2点本塁打を放ち、通算100猛打賞を達成。また次の9回裏の打席で、元同僚の岡本真也からサヨナラソロ本塁打を放ち、通算サヨナラ本塁打記録が9本となり、王貞治・若松勉を抜き歴代3位となった。この年は前年を上回る140試合に出場し、打率.274と前年より下がるも本塁打は24本放ち、前年同様勝負強さを見せた。11月、中日残留も視野に入れつつ「他球団からの評価も聞いてみたい」として2度目のFA権行使。11月25日に東北楽天ゴールデンイーグルスと1回目の入団交渉を行った。

### 楽天時代
2008年11月29日に正式に楽天への移籍を表明（推定年俸1億5000万円プラス出来高の2年契約）。楽天球団初のFA加入選手となった。12月5日に仙台市内で入団会見。背番号は自身の希望もあり、中日時代と同じ「99」となった。
2009年4月5日、札幌ドームでの対北海道日本ハムファイターズ戦でブライアン・スウィーニーから移籍後初本塁打。この日は4安打5打点と大当たりだったが、その後は本塁打も全く出ず打率も低調、また持病の腰痛も悪化したこともあり、6月9日から6月25日まで登録を抹消された。一軍復帰後、7月11日の対ソフトバンク戦で佐藤誠から71試合ぶりとなる本塁打を放った。シーズンの前半戦終了時、監督の野村克也は打率2割前後、わずか2本塁打という不調に低迷した中村に対し、「ノリは誤算。もう少し打つと思ったが…」と語った。その後も調子は戻らず8月3日に一軍登録を抹消されると、再登録されることなくシーズンを終えた。結局加入1年目は77試合の出場に終わり、打率.221、本塁打2本、26打点にとどまった。
2010年序盤は調子が良く、前半はチーム打線が不調に喘いだため交流戦などでは4番を任された。一時は打率3割を記録したが、後半以降は徐々に下降。また、守備でも後半になるにつれ精彩を欠くプレーが目立つようになる。シーズン終盤には走塁中に肉離れを起こして一軍登録を抹消される。2年ぶり規定打席に到達で129試合に出場して打率.266、13本塁打、64打点の成績を残したが、10月1日に球団から戦力外通告を受けた。規定打席に到達した日本人選手がその年に球団から戦力外通告を受けるのは極めて稀なケースである。

### 楽天退団後
12球団合同トライアウトには参加しなかったが、地元・大阪で自主練習をしながら他球団からのオファーを待つ形となった。2011年2月には徳島インディゴソックスの合同自主トレに参加した。

### 横浜・DeNA時代

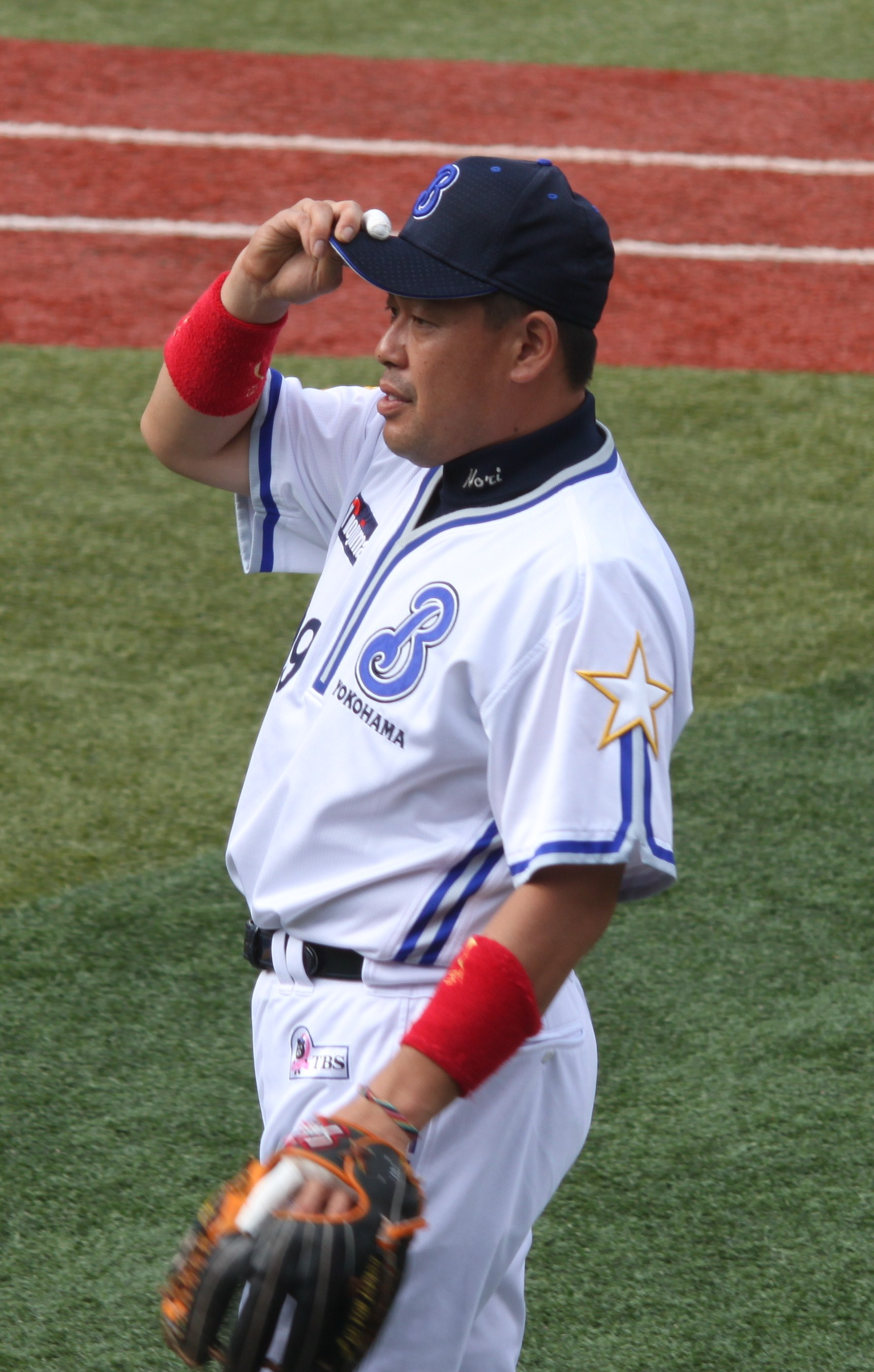
横浜時代（2011年）

2011年5月23日、横浜ベイスターズへの入団が発表された。翌24日に球団事務所で入団会見を行った。入団の話は、前日22日に加地隆雄球団社長より電話があったことが明らかにされた。背番号は中日、楽天時代と同じ「99」となった。6月8日に一軍登録され、同日の楽天戦（Kスタ）に「7番・一塁手」で先発出場した。6月18日、横浜スタジアムでの福岡ソフトバンクホークス戦で代打で出場し、杉内俊哉から移籍後初本塁打。この本塁打で同点に追いつき、ターメル・スレッジの本塁打でチームは勝利した。この年は当初は代打要員がメインだったが、対左投手時のスタメンや守備固めでの起用も増えた。10月13日の阪神戦（横浜スタジアム）では、急遽プロ入り初めて二塁手で先発出場（公式戦に二塁手としての出場はメジャー時代にあるが、この時は試合途中から二塁手を守った）した。最後まで一軍登録を抹消されることは無く、62試合に出場したが、打率.209、1本塁打、14打点の成績に終わった。
2012年は読売ジャイアンツから移籍してきたアレックス・ラミレスが故障によりベンチスタートとなったため「4番・三塁手」で開幕先発出場。その後も主に三塁手や一塁手で先発出場した。開幕直後から高い得点圏打率を維持し、4月15日の読売ジャイアンツ戦で、延長11回、サヨナラ本塁打を放つ。5月4日の中日戦で岩瀬仁紀から同点本塁打を打ち、史上22人目の全球団から本塁打を達成した（交流戦を除いた記録としては4人目）。2004年以来8年ぶりのオールスターにも選出され、7月20日のオールスターゲーム第1戦（京セラドーム大阪）では逆転決勝2点本塁打を放ち、5人目となる両リーグでのMVP獲得。後半戦開幕後も好調を維持していたが、8月15日対阪神タイガース戦において、自身の打席で盗塁をした内村賢介にベンチで注意した。だが、内村には首脳陣からグリーンライトの権利が与えられているため、中村の叱責は采配批判にあたるとして中畑清監督から厳しく注意をされた。さらに、翌日の試合で右肘痛を訴え、試合途中にベンチ裏に姿を消したことが造反とみなされ、一軍登録を抹消された。9月4日に一軍に再登録。後半戦は数字を落とすも、チームは最下位を独走する中で126試合に出場し、2年ぶりに規定打席到達を達成。本塁打は規定打席に到達した年では最少の11本塁打に留まったが、打率.274、主軸として活躍を見せた。ゴールデングラブ賞の投票では一塁手として2票差の2位。
2013年は開幕カードは代打要員だったが、程なくして三塁手のレギュラーに定着。5月1日のヤクルト戦（横浜スタジアム）でNPB/MLB通算2000安打を本塁打で達成。この日米通算での2000安打は、イチロー、松井秀喜、松井稼頭央に次いで日本人選手として史上4人目の記録となったが、「日本のみで2000本を打ちたい」という本人の意向を汲んでセレモニーなどは行われなかった（「ドジャース時代の5安打は加算したくない」とも話していた。）。そして5月5日、ナゴヤドームでの古巣中日戦で8回に中田賢一から左中間を破る2点二塁打を放ち、通算2162試合目で史上43人目のNPB通算2000安打を達成した5球団に所属しての2000安打達成は加藤英司に次いで2人目。また、2162試合での到達は史上4番目の遅さ、39歳9か月での到達は8番目に遅い記録。ちなみに、チームメイトのラミレスも同年NPB通算2000安打達成。6月30日の中日戦では山本昌から先制のソロ本塁打を放ち、史上18人目の400本塁打を達成し、9回裏にはサヨナラ安打を放った。最終的には122試合に出場して前年同様安定した成績を残した。
2014年はアーロム・バルディリスが一軍確約契約で加入し、一塁手にはトニ・ブランコがいたため、開幕当初は一軍メンバーから外れたが、そのブランコの故障もあり、4月に一軍昇格した。しかし、5月6日の対巨人戦で「チーム方針に従わない言動があった」として、登録抹消される。コーチに「自分の打席では、場面によっては走者を動かさず、打席に集中させてほしい」と相談したことが、中畑監督から采配批判とみなされた。この采配批判は野村克也も「独りよがり」とあきれていた。これ以降は一度も一軍に昇格することなく、10月3日に球団から戦力外通告を受けた。DeNA球団は球界での実績や在籍時の貢献度が特に高かったことを改めて認め、本拠地最終戦にあたる対中日戦で引退セレモニーを提案したが、中村は現役続行への強い意思があるとして、これを拒否。最終的に13試合の出場で打率.245、10打点。日本球界では1993年以来21年ぶりとなる本塁打0を記録。12月2日に自由契約公示された。

### 日本代表
2000年のシドニー五輪の野球競技に日本代表として参加も4位に終わる。4位が決まった直後に涙した全日本のメンバーは多かったが、中村はインタビューでテレビカメラの前でも人目を憚らず号泣した。
2004年のアテネ五輪の野球競技に日本代表として参加して銅メダルを獲得した。

### DeNA退団後
DeNAからの自由契約後には現役続行を表明したが、NPB加盟球団からのオファーはなかった。
2015年5月5日には、居住地の西宮市内にあるスタジオで、小学校高学年および中学生の少年少女を対象にした野球教室「N's Method（エヌズ・メソッド）」を開校。4月25日には、自身のFacebook公式アカウントで開校を報告するとともに「生涯現役選手」であることを表明した。以降もNPB12球団からのオファーを待ち続けたが、支配下選手登録の期限（7月31日）までに獲得を表明する球団は現れなかった。この結果を受けて、中村は現役続行の意思が強いことを改めて表明。「まだまだチャレンジを楽しんで続けると諦めず常に挑戦する」とも明言した。
同年にはテレビ出演し、金遣いが非常に荒く、自身や夫人が述べた話によると、食事代や交際費に高額（食費は一回で50万越え、年間で2500万円以上を費やしたこともあったという）を費やし、税金が払えないため、保険を解約したことがあると告白している。
2015年11月には高知市で開かれたサンディエゴ・パドレス主催の野球教室に臨時コーチとして参加。28日には、プロ野球経験者による学生の指導に必要な学生野球資格の回復を視野に、NPB主催の大阪研修会へ参加した。研修会の終了後には、「現在野球教室で指導している小中学生が高校に進んでも、今の立場では高校へ足を踏み入れることができない。（高校時代の）恩師にも『早く来て（高校でも指導して欲しい）』と言われているので、何とか資格を回復させたい」と述べた。なお、自身の進退については、「まだ分からない」と話すにとどめている。
2016年には、1月11日に福岡 ヤフオク!ドームで催された名球会フェスティバルに参加。アレックス・ラミレスとのホームラン競争を2本塁打で制した。さらに、その後のセ・パ対抗試合では、最終回に投手として登板。駒田徳広を1球で左飛に打ち取った。
2016年1月下旬には、全日本野球協会主催の2015年度野球指導者講習会で、大久保博元と共に打撃実技指導の講師を担当。2月2日付で、日本学生野球協会から、学生野球資格回復の適性認定を受けた。
野球解説者としては2016年には東海ラジオゲスト解説者としても出演していた。また、2019年からは中日OBとしてJ SPORTSの解説者として活動していた。
サントリードリームマッチ2016ではザ・プレミアムモルツ球団の選手として試合に出場し、4打点を挙げる活躍をしてMVPに選ばれた。
2019年12月3日、稲葉篤紀・岩村明憲・金子誠（いずれも2014年限りで現役引退）とともに、野球殿堂の「プレーヤー表彰」候補者（現役引退から5年以上が経過した元選手が対象）としてノミネートされている。
2020年より、DAZNが特別協賛となって新設されたプロ野球最優秀バッテリー賞の月間賞において、パ・リーグの選考委員を務める。
元プロ野球選手・スポーツライターの高森勇旗の取材によると、中村は「どんなことでもええ。俺は一生勝負し続ける。それが、生涯現役っていう意味や」と述べ、野球選手としてグラウンドに立つことのみが現役ではないとのポリシーが「生涯現役」という言葉に込められているという。
「生涯現役」が野球選手としての現役を指す意味ではないことは2018年に受けたインタビューにも現れており、プロ野球の現役復帰について、自身の運営する野球教室「N's method」での指導に集中するため、仮に球団からオファーがあっても「行かない」と明言している。2021年6月に関西テレビ『こやぶるSPORTS超』に出演した際も「引退は自分で言う必要があるのかどうか」という葛藤があったことに合わせて改めて生涯現役を語り、「引退は死んだ時。体が動くうちはチャレンジし続けることが本来の生き方」であるといった発言をしている。正式な引退の手続きを行っていないため、ルール上は以後も選手として契約することは可能である。
2024年5月28日、横浜スタジアムで行われたDeNA-楽天の試合前に行われた「交流戦SERIES2024」伝説のOB1打席対決に登場。

### 高校野球の指導者へ
2017年4月26日、浜松開誠館高校（静岡県）が、中村を同月1日付で硬式野球部の非常勤コーチに採用したことを発表した。自身と同じく1991年にNPBの球団（中日ドラゴンズ）へ入った後に、同部の監督へ転じた佐野心からの打診によるもので、メジャーリーグ経験者による高校野球の指導は異例。中村は指導に必要な学生野球資格の回復を済ませていることから、月に1〜2回のペースで守備・打撃を指導するほか、同校が併設する浜松開誠館中学校の軟式野球部での指導もあわせて担当することとなった。
中学硬式野球の指導は浜松開誠館中学校以外でも行っており、2017年には自身主催により中学硬式野球大会「中村紀洋杯」を開催し、解説者も務めた。

### 中日コーチ時代
2022年シーズンから中日の新監督に立浪和義が就任することが決定したことに合わせて、2021年10月29日に3年契約で一軍打撃コーチを務めることが発表された。これに伴い、同月限りで浜松開誠館高校の非常勤コーチを退任することとなった。

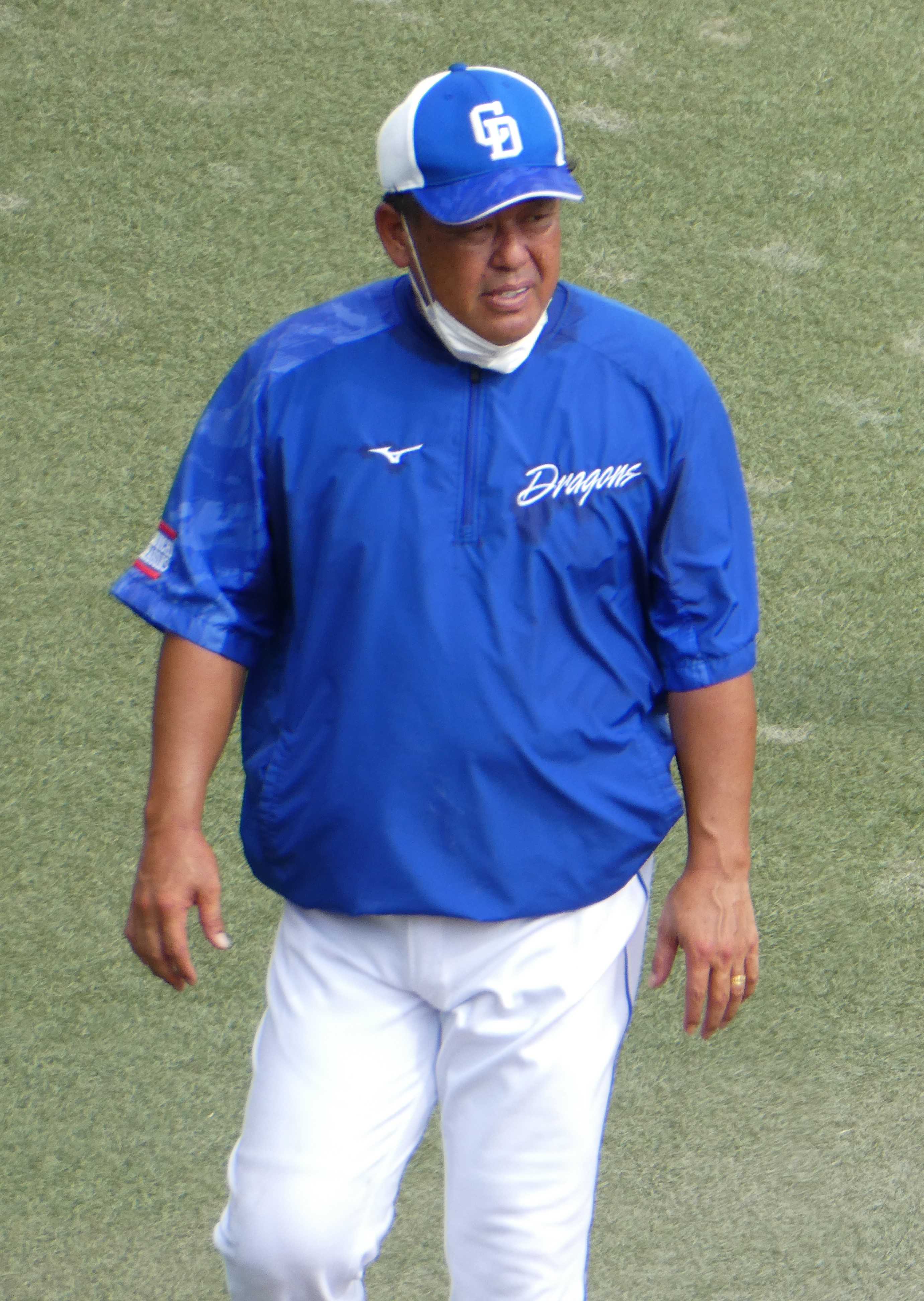
中日コーチ時代
（2023年7月29日）

しかし、1年目の2022年5月23日、開幕2か月にして波留敏夫と入れ替わりで二軍打撃コーチに配置転換された。立浪ら首脳陣との間になんらかのトラブルがあったと報道された。その後、2023年も中日に在籍していたが、同年10月4日に同年限りで退団することが発表された。

### 高校野球指導者復帰
同年12月19日に学生野球資格を再回復したため、高校野球の指導が再び可能になり、2024年1月より浜松開誠館高校硬式野球部のコーチに復帰し、ほぼ毎日指導を行っている。

## 選手としての特徴

### 打撃

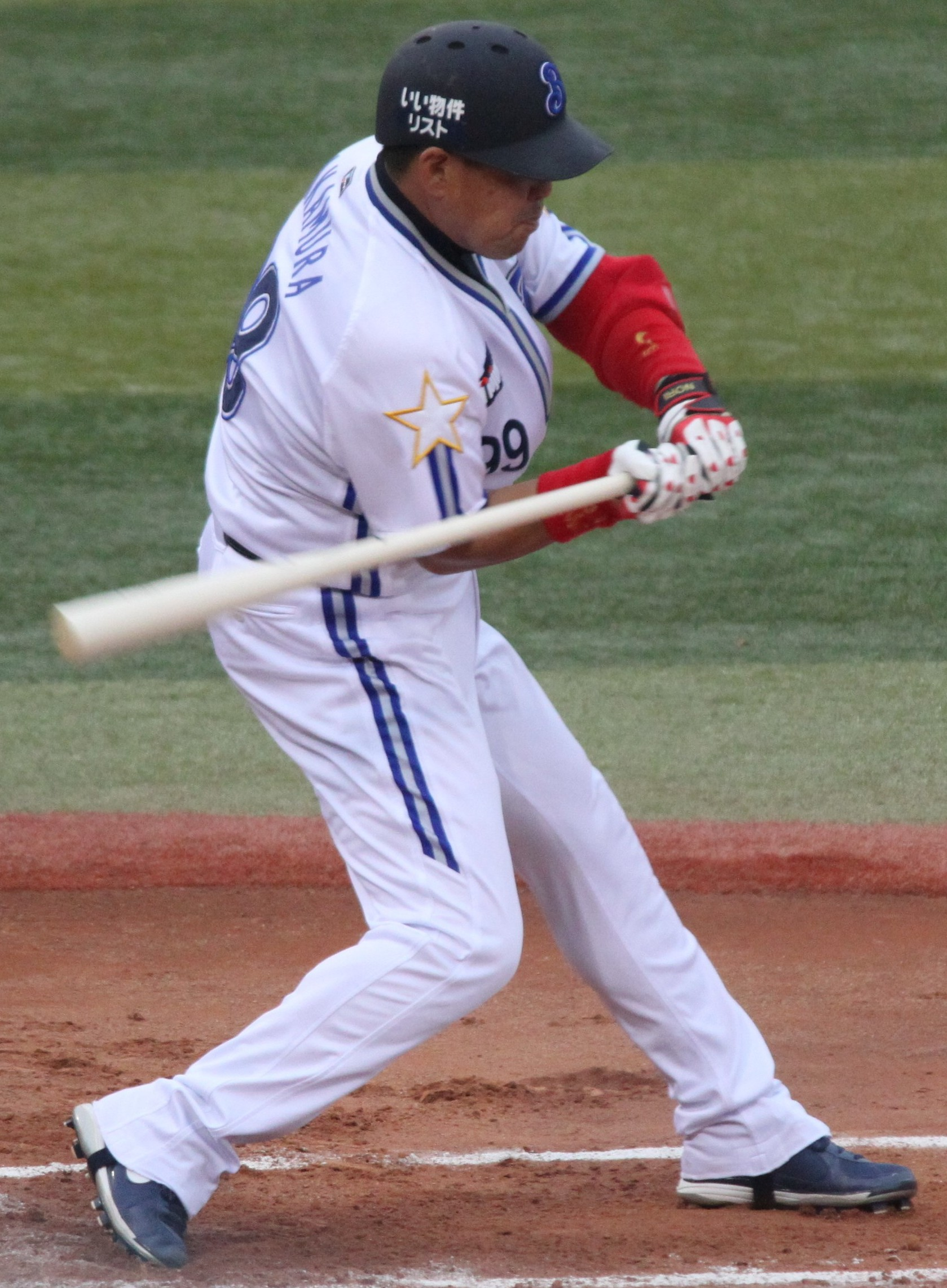
中村紀洋のスイング（2011年）

中村の打撃フォームは、狭いスタンスでバット上段に構え足を大きく上げてタイミングを取る。平均より長い88cm(900g)のバットを使用していた。
本塁打を確信した後にバットを高く放り投げるスタイルは、現役時代の中畑清を意識したものだと後に明かしている。
5回にわたる左手首の手術の影響で左手の握力は、40kg程度になっている。
同じ右打者でスラッガーの落合博満に憧れていた。落合が日本ハムに所属していた1997年、中村の所属する近鉄との対戦時に、中村が出塁後、一塁を守る落合に「今の打席、どうでした？」と訊くと、「遅い」と一言だけ指摘を受けた。再び出塁した際も「遅い」の一言のみ。しかし、その時の中村には何が「遅い」のか理解できなかった。後にこれは「スイングの始動が遅い」という意味で、原因は「構えに入った時点で90%以上は後ろの右足に体重をかけるべきで、ピッチャーのモーションに合わせて体重を移動させていたのでは遅い」からだと理解できたという。
中村は「僕は近鉄時代に水谷実雄打撃コーチという恩師がいました。打撃の状態が悪い時もあります。その状況で当てにいかずに、持ち味のフルスイングを貫けたのは水谷さんの教えのおかげです。」と述べている。

### 守備
三塁手としてゴールデングラブ賞を7度受賞している。これは、松田宣浩の8回に次ぐNPB史上2番目の記録でもある。逆シングルやイレギュラーバウンドにおけるグラブ捌きに長けている。三塁手にこだわりがあり、2007年-2008年と三塁手でゴールデングラブを獲得。しかし、当時の中日・落合博満監督から「守備範囲が狭い」ことを理由に、一塁へのコンバートを命じられたことが中日からFA宣言をした一因であった。
横浜時代の2012年には一塁手として75試合に先発したことから、一塁手でのゴールデングラブ獲得にも意欲を見せた。ただし、2013年にはこちらも故障を抱える左膝の負担の関係から三塁手のポジションを狙う発言もしている。
大阪近鉄時代には遊撃手としても出場しており、日本シリーズでも遊撃手で先発出場したことがある。横浜時代には2試合ながら二塁手も務めた。メジャーリーグ時代には少ない試合数の中で内野のポジション全てに就いている。

## エピソード
近鉄時代、駅のホームでファンにサインをしていた時、子どもが大人に押されて、ホームから転落してしまうという事件が発生。この際、「気前よく、(サインをするのを)やってたらアカン」と思い、ファンから声をかけられないようにするために、風貌をイカつくしていた。「本来の姿ではないのに‥」と思いながら、渋々やっていたとのこと。
楽天に移籍時、当時の中日監督の落合は、「他にチームがあれば、どこにでも行っていいぞ」と述べており、当時あった恩を仇で返したというメディアの批判を否定している。

## 詳細情報

### 年度別打撃成績
| 年 度     | 球 団      | 試 合 | 打 席 | 打 数 | 得 点 | 安 打 | 二 塁 打 | 三 塁 打 | 本 塁 打 | 塁 打 | 打 点 | 盗 塁 | 盗 塁 死 | 犠 打 | 犠 飛 | 四 球 | 敬 遠 | 死 球 | 三 振 | 併 殺 打 | 打 率 | 出 塁 率 | 長 打 率 | O P S |
| --------- | ---------- | ----- | ----- | ----- | ----- | ----- | -------- | -------- | -------- | ----- | ----- | ----- | -------- | ----- | ----- | ----- | ----- | ----- | ----- | -------- | ----- | -------- | -------- | ----- |
| 1992      | 近鉄       | 11    | 27    | 27    | 4     | 6     | 1        | 0        | 2        | 13    | 5     | 0     | 0        | 0     | 0     | 0     | 0     | 0     | 8     | 0        | .222  | .222     | .481     | .704  |
| 1993      | 近鉄       | 8     | 12    | 9     | 1     | 1     | 0        | 0        | 0        | 1     | 1     | 0     | 0        | 0     | 1     | 2     | 1     | 0     | 4     | 0        | .111  | .250     | .111     | .361  |
| 1994      | 近鉄       | 101   | 215   | 192   | 23    | 54    | 13       | 1        | 8        | 93    | 36    | 0     | 0        | 2     | 2     | 19    | 1     | 0     | 49    | 2        | .281  | .343     | .484     | .827  |
| 1995      | 近鉄       | 129   | 528   | 470   | 62    | 107   | 19       | 1        | 20       | 188   | 64    | 0     | 1        | 3     | 1     | 51    | 1     | 3     | 92    | 12       | .228  | .307     | .400     | .707  |
| 1996      | 近鉄       | 110   | 454   | 411   | 60    | 112   | 15       | 1        | 26       | 207   | 67    | 4     | 1        | 0     | 0     | 39    | 3     | 4     | 89    | 7        | .273  | .341     | .504     | .845  |
| 1997      | 近鉄       | 128   | 519   | 455   | 54    | 109   | 22       | 3        | 19       | 194   | 68    | 3     | 2        | 2     | 3     | 54    | 5     | 5     | 105   | 13       | .240  | .325     | .426     | .751  |
| 1998      | 近鉄       | 132   | 564   | 481   | 74    | 125   | 14       | 1        | 32       | 237   | 90    | 1     | 1        | 2     | 2     | 74    | 3     | 5     | 114   | 12       | .260  | .363     | .493     | .856  |
| 1999      | 近鉄       | 135   | 601   | 514   | 83    | 134   | 23       | 0        | 31       | 250   | 95    | 3     | 0        | 1     | 3     | 79    | 0     | 4     | 116   | 21       | .261  | .362     | .486     | .848  |
| 2000      | 近鉄       | 127   | 564   | 476   | 82    | 132   | 26       | 0        | 39       | 275   | 110   | 1     | 1        | 0     | 5     | 80    | 5     | 3     | 112   | 17       | .277  | .381     | .578     | .959  |
| 2001      | 近鉄       | 140   | 637   | 525   | 109   | 168   | 25       | 0        | 46       | 331   | 132   | 3     | 2        | 0     | 3     | 104   | 8     | 4     | 106   | 26       | .320  | .434     | .630     | 1.064 |
| 2002      | 近鉄       | 140   | 602   | 511   | 87    | 150   | 27       | 1        | 42       | 305   | 115   | 2     | 1        | 0     | 0     | 86    | 10    | 5     | 136   | 10       | .294  | .400     | .597     | .997  |
| 2003      | 近鉄       | 117   | 456   | 381   | 54    | 90    | 14       | 1        | 23       | 175   | 67    | 1     | 1        | 0     | 2     | 72    | 4     | 1     | 96    | 18       | .236  | .357     | .459     | .817  |
| 2004      | 近鉄       | 105   | 462   | 387   | 59    | 106   | 16       | 1        | 19       | 181   | 66    | 0     | 0        | 0     | 1     | 73    | 8     | 1     | 88    | 13       | .274  | .390     | .468     | .857  |
| 2005      | LAD        | 17    | 41    | 39    | 1     | 5     | 2        | 0        | 0        | 7     | 3     | 0     | 0        | 0     | 0     | 2     | 0     | 0     | 7     | 3        | .128  | .171     | .179     | .350  |
| 2006      | オリックス | 85    | 359   | 328   | 39    | 76    | 22       | 0        | 12       | 134   | 45    | 0     | 1        | 0     | 2     | 26    | 2     | 3     | 70    | 10       | .232  | .292     | .409     | .701  |
| 2007      | 中日       | 130   | 521   | 457   | 64    | 134   | 24       | 0        | 20       | 218   | 79    | 2     | 1        | 4     | 8     | 51    | 3     | 0     | 87    | 18       | .293  | .359     | .477     | .836  |
| 2008      | 中日       | 140   | 557   | 493   | 56    | 135   | 20       | 0        | 24       | 227   | 72    | 0     | 1        | 10    | 3     | 50    | 4     | 1     | 119   | 11       | .274  | .340     | .460     | .800  |
| 2009      | 楽天       | 77    | 294   | 263   | 16    | 58    | 11       | 0        | 2        | 75    | 26    | 0     | 1        | 1     | 1     | 29    | 2     | 0     | 41    | 11       | .221  | .297     | .285     | .582  |
| 2010      | 楽天       | 129   | 521   | 473   | 51    | 126   | 23       | 0        | 13       | 188   | 64    | 0     | 1        | 1     | 2     | 44    | 2     | 1     | 84    | 18       | .266  | .329     | .397     | .726  |
| 2011      | 横浜 DeNA  | 62    | 126   | 115   | 6     | 24    | 3        | 1        | 1        | 32    | 14    | 0     | 1        | 0     | 2     | 9     | 0     | 0     | 27    | 1        | .209  | .262     | .278     | .540  |
| 2012      | 横浜 DeNA  | 126   | 500   | 442   | 50    | 121   | 24       | 1        | 11       | 180   | 61    | 1     | 1        | 0     | 6     | 50    | 1     | 2     | 72    | 14       | .274  | .346     | .407     | .753  |
| 2013      | 横浜 DeNA  | 122   | 473   | 431   | 37    | 121   | 19       | 1        | 14       | 184   | 61    | 1     | 0        | 0     | 5     | 32    | 1     | 5     | 66    | 20       | .281  | .334     | .427     | .761  |
| 2014      | 横浜 DeNA  | 13    | 56    | 49    | 5     | 12    | 2        | 0        | 0        | 14    | 10    | 0     | 0        | 0     | 1     | 6     | 0     | 0     | 10    | 3        | .245  | .321     | .286     | .607  |
| NPB：22年 | NPB：22年  | 2267  | 9048  | 7890  | 1076  | 2101  | 363      | 13       | 404      | 3702  | 1348  | 22    | 17       | 26    | 53    | 1030  | 64    | 47    | 1691  | 257      | .266  | .352     | .469     | .822  |
| MLB：1年  | MLB：1年   | 17    | 41    | 39    | 1     | 5     | 2        | 0        | 0        | 7     | 3     | 0     | 0        | 0     | 0     | 2     | 0     | 0     | 7     | 3        | .128  | .171     | .179     | .350  |

- 各年度の太字はリーグ最高
- 横浜（横浜ベイスターズ）は、2012年にDeNA（横浜DeNAベイスターズ）に球団名を変更

### タイトル
- 本塁打王：1回（2000年）
- 打点王：2回（2000年、2001年）
- 最高出塁率：1回（2001年）

### 表彰
- ベストナイン：5回（1996年、1999年 - 2002年）
- ゴールデングラブ賞：7回（1999年 - 2002年、2004年、2007年、2008年） ※三塁手部門を7度受賞は松田宣浩に次ぐ歴代2位、4年連続も松田に次いで歴代2位タイ（他に宮本慎也）
  - 両リーグでの年間連続受賞は平野謙、新庄剛志に次いで史上3人目
  - 三井ゴールデン・グラブ レジェンズ（三塁手部門）
- 月間MVP：5回（1999年8月、2000年5月、2000年9月、2001年5月、2002年5月）
- JA全農Go・Go賞：1回（好捕賞：2000年6月）
- 月間サヨナラ賞：1回（2012年3・4月）
- 日本シリーズMVP：1回（2007年）[注 1]
- オールスターゲームMVP：2回（2001年 第3戦、2012年 第1戦）
  - 2001年はパ・リーグ選手として、2012年はセ・リーグ選手として。両リーグでの受賞は史上5人目
- オールスターゲーム優秀選手賞：1回（2004年 第1戦）
- オールスターゲーム敢闘選手賞：1回（2013年 第1戦）
- 出身地別東西対抗戦最優秀選手：1回（2000年）
- 出身地別東西対抗戦優秀選手：1回（2002年）
- 花のパ・リーグ大賞：1回（1996年）[注 11]
- サンスポMVP大賞：1回（2000年）[102]
- ゴールデンスピリット賞（2001年）
- ベスト・ファーザー イエローリボン賞 in「プロ野球部門」（2008年）

### 記録

#### NPB
初記録
- 初出場：1992年6月12日、対福岡ダイエーホークス8回戦（平和台野球場）、8回表にジェシー・リードの代打で出場
- 初先発出場：1992年6月13日、対福岡ダイエーホークス9回戦（平和台野球場）、「7番・三塁手」で先発出場
- 初安打・初本塁打・初打点・初得点：1992年6月18日、対日本ハムファイターズ15回戦（藤井寺球場）、5回裏に河野博文から左越3ラン
- 初二塁打：1992年6月25日、対オリックス・ブルーウェーブ13回戦（グリーンスタジアム神戸）、2回表に星野伸之から
- 初四球：1993年6月20日、対日本ハムファイターズ12回戦（藤井寺球場）、8回裏に酒井光次郎から
- 初盗塁：1996年5月17日、対西武ライオンズ5回戦（西京極野球場）、4回裏に二盗（投手：新谷博、捕手：髙木大成）

節目の記録
- 100本塁打：1998年9月16日、対千葉ロッテマリーンズ25回戦（大阪ドーム）、9回裏に河本育之から中越逆転サヨナラ3ラン ※史上201人目
- 150本塁打：2000年5月26日、対日本ハムファイターズ9回戦（大阪ドーム）、1回裏に新谷博から左越2ラン ※史上113人目
- 200本塁打：2001年6月13日、対福岡ダイエーホークス12回戦（福岡ドーム）、7回表に吉田修司から右越ソロ ※史上72人目
- 1000試合出場：2001年9月2日、対日本ハムファイターズ27回戦（東京ドーム）、「4番・三塁手」で先発出場 ※史上375人目
- 1000安打：2002年5月29日、対千葉ロッテマリーンズ10回戦（大阪ドーム）、5回裏にネイサン・ミンチーから左中間へ3ラン ※史上209人目
- 250本塁打：2002年8月18日、対西武ライオンズ21回戦（西武ドーム）、1回表に張誌家から左越2ラン ※史上43人目
- 1000三振：2003年7月30日、対福岡ダイエーホークス18回戦（福岡ドーム）、7回表に斉藤和巳から ※史上33人目
- 300本塁打：2004年6月4日、対千葉ロッテマリーンズ12回戦（千葉マリンスタジアム）、6回表に高木晃次から右越2ラン ※史上29人目
- 1500試合出場：2007年5月6日、対横浜ベイスターズ9回戦（ナゴヤドーム）、「5番・三塁手」で先発出場 ※史上151人目
- 1000打点：2007年7月5日、対広島東洋カープ10回戦（ナゴヤドーム）、4回裏にジャレッド・フェルナンデスから左翼フェンス直撃2点適時二塁打 ※史上29人目[39]
- 1500安打：2007年9月26日、対読売ジャイアンツ24回戦（東京ドーム）、1回表に高橋尚成から左前安打 ※史上95人目
- 350本塁打：2008年6月7日、対北海道日本ハムファイターズ4回戦（ナゴヤドーム）、8回裏に星野八千穂から左越2ラン[46] ※史上22人目
- 100猛打賞：2008年6月17日、対埼玉西武ライオンズ3回戦（石川県立野球場）
- 300二塁打：2010年5月8日、対北海道日本ハムファイターズ7回戦（函館オーシャンスタジアム）、5回表にダルビッシュ有から右翼線二塁打 ※史上55人目
- 1500三振：2010年8月18日、対オリックス・バファローズ21回戦（スカイマークスタジアム）、5回表に近藤一樹から ※史上10人目
- 2000試合出場：2011年10月4日、対読売ジャイアンツ21回戦（東京ドーム）、8回裏に一塁手で出場 ※史上43人目
- 1000得点：2012年5月20日、対千葉ロッテマリーンズ2回戦（横浜スタジアム）、1回裏に唐川侑己から左越2ラン ※史上38人目
- 3500塁打：2012年9月28日、対読売ジャイアンツ戦20回戦（横浜スタジアム）、2回裏に内海哲也から右前安打 ※史上26人目
- 1000四球：2013年4月27日、対阪神タイガース5回戦（横浜スタジアム）、6回裏に川﨑雄介から ※史上14人目
- 2000安打：2013年5月5日、対中日ドラゴンズ9回戦（ナゴヤドーム）、8回表中田賢一から左中間2点適時二塁打 ※史上43人目
- 350二塁打：2013年5月23日、対福岡ソフトバンクホークス2回戦（福岡 ヤフオク!ドーム）、2回表に大隣憲司から中越二塁打 ※史上36人目
- 400本塁打：2013年6月30日、対中日ドラゴンズ12回戦（横浜スタジアム）、2回裏に山本昌から左越ソロ ※史上18人目

その他の記録
- 通算満塁本塁打：14本 ※歴代3位タイ
- 通算サヨナラ本塁打：10本 ※歴代単独3位[注 12]
- 通算サヨナラ安打：17本 *歴代単独3位[56]
- サイクル安打：1994年9月18日、対日本ハムファイターズ25回戦（藤井寺球場）※史上45人目、47度目
- 代打満塁本塁打：2007年10月6日、対東京ヤクルトスワローズ24回戦（明治神宮野球場）、6回表に花田真人から
- シーズン満塁本塁打：3本（2000年、2001年）
- 17試合連続安打：2010年5月4日 - 5月29日
- 5試合連続本塁打：2000年6月3日 - 6月9日 ※全て両翼100m以上の球場での達成は史上初
- 1試合9打点：2001年5月29日、対日本ハムファイターズ10回戦（東京ドーム）
- 1試合5四球：2003年5月3日、対日本ハムファイターズ7回戦（大阪ドーム）※リーグタイ記録
- 1試合3本塁打：4回（1997年9月20日、2000年9月7日、2001年5月29日、2008年7月29日）
- 3打席連続本塁打：4回（1997年9月20日、2000年9月7日、2001年9月8日 - 9月9日、2008年7月29日 - 8月3日（球宴期間明け））
  - 1997年9月20日、2000年9月7日の記録はいずれもレフト・センター・ライトに打ち分けての3打席連続本塁打で、これは史上初。
- 同一球団40HRコンビ（2001年 近鉄ローズ55本塁打・中村46本塁打、2002年 近鉄ローズ46本塁打・中村42本塁打）
- 全球団から本塁打[注 13]：2012年5月4日、対中日ドラゴンズ6回戦（横浜スタジアム）、9回裏に岩瀬仁紀から左越同点ソロ ※史上22人目

オールスターゲーム
- オールスターゲーム出場：9回（1995年、1996年、1999年、2000年、2001年、2002年、2004年、2012年、2013年）
- 両リーグで本塁打：史上5人目
  - 全セ・リーグ選手としては2012年第1戦に記録
  - 全パ・リーグ選手としては2001年第1戦・第2戦・第3戦、2004年第1戦の4本塁打を記録

#### NPB/MLB通算
節目の記録
- 2000安打：2013年5月1日、対東京ヤクルトスワローズ6回戦（横浜スタジアム）、4回裏に赤川克紀から左越ソロ ※史上4人目

### 背番号
- 66（1992年 - 1996年、2005年）
- 3（1997年 - 2000年）
- 5（2001年 - 2004年）
- 8（2006年）
- 205（2007年 - 同年3月22日）
- 99（2007年3月23日 - 2010年、2011年5月25日 - 2014年）
- 74（2022年 - 2023年）